# Lars Tornstam
Lars Folke Tornstam, född 27 oktober 1943, död 17 januari 2016, var en svensk sociolog.
Lars Tornstam har äldreforskning som sin specialitet och är sociologiprofessor vid Uppsala universitet. Han disputerade 1973 vid Uppsala universitet med avhandlingen Att åldras : socialgerontologiska perspektiv, och har sedan dess fördjupat sig ytterligare i området de äldre och samhället. 1987-1992 var han professor vid Köpenhamns universitet, och utnämndes sistnämnda år till den nyinrättade professuren i social gerontologi vid Uppsala.
Internationellt är Lars Tornstam känd för teorin om gerotranscendens.